# Tamarixia brovni
Tamarixia brovni är en stekelart som beskrevs av Kostjukov 2000. Tamarixia brovni ingår i släktet Tamarixia och familjen finglanssteklar. Inga underarter finns listade i Catalogue of Life.